# 蒙村 (瓦兹省)
蒙村（法語：Monts，法語發音：[mɔ̃] ⓘ）是法国瓦兹省的一个市镇，属于博韦区。该市镇总面积3.67平方公里，2009年时的人口为189人。

## 人口
蒙村人口变化图示